# 戈里亞峰

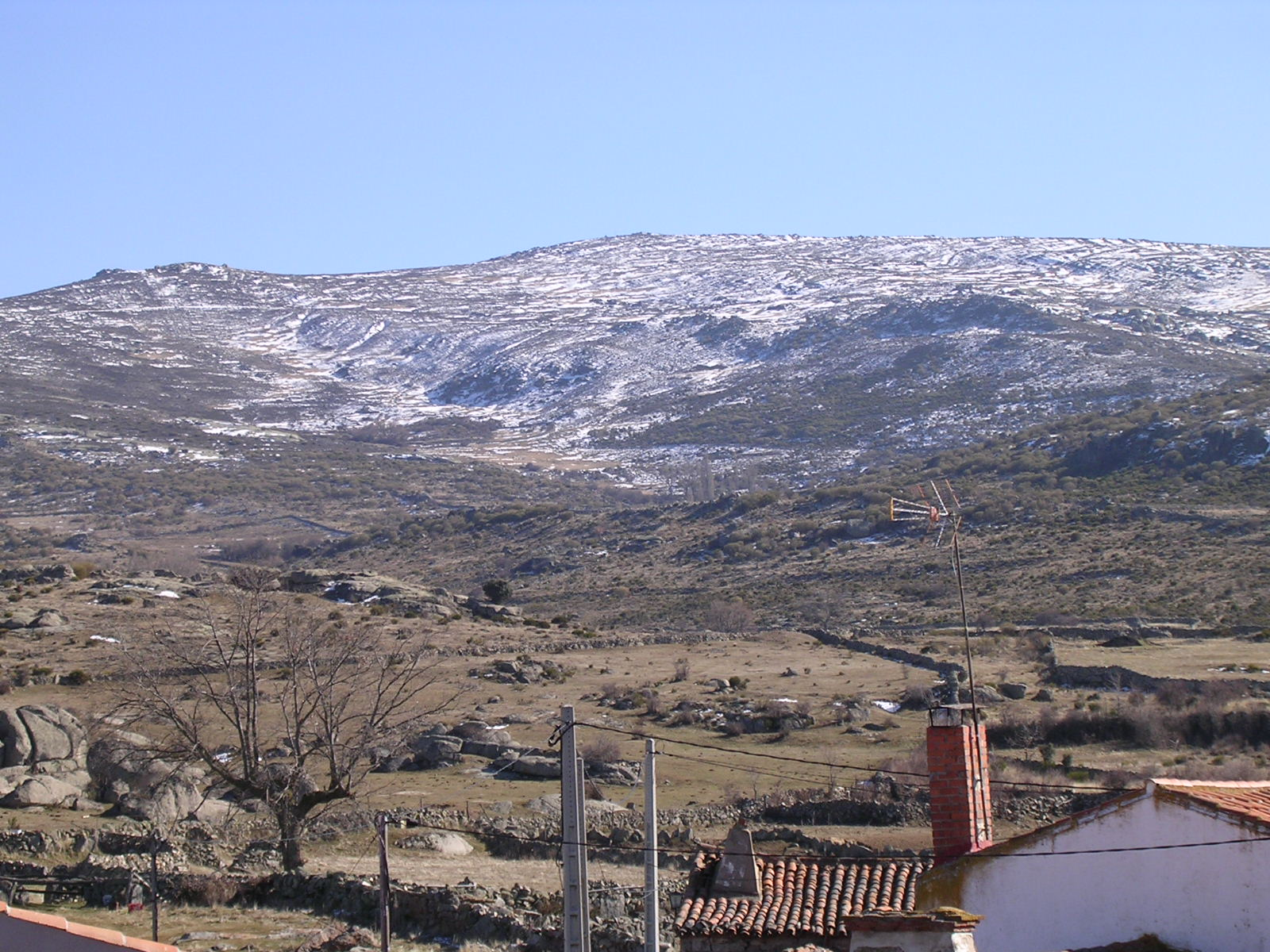

40°39′N 4°59′W / 40.650°N 4.983°W
戈里亞峰（西班牙語：Cerro de Gorría），是西班牙的山峰，位於該國中部阿維拉省，屬於中央山脈中阿維拉山脈的一部分，海拔高度1,708米，是該國山脈的最高點。